# Prima base

Posizione della Prima base sul campo da baseball

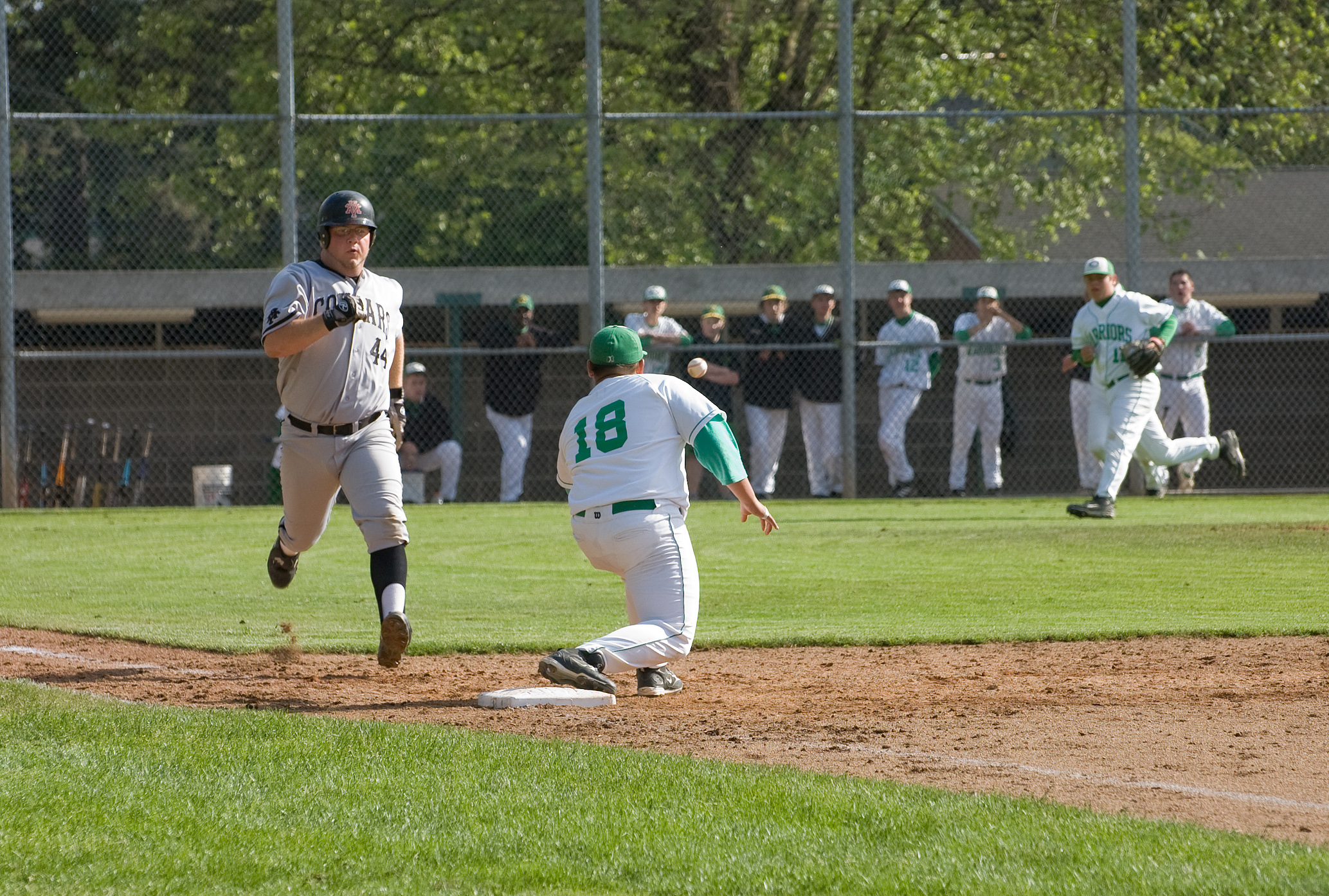
Prima base in azione tenta di prendere il tiro del Terza base per fare l'eliminazione.

Il prima base (1B) è un ruolo difensivo del baseball e del softball, ricoperto dal giocatore che in fase difensiva si occupa di difendere l'omonima base. Nelle annotazioni relative alle partite, la sua posizione è identificata dal numero 3. Di solito, il ruolo è coperto da un giocatore mancino, in quanto le battute effettuate verso la sua zona di campo tendono ad essere colpite verso l'esterno del campo, e quindi idealmente verso la mano destra del giocatore.
In fase difensiva, il suo compito principale è ricevere dagli interni o dagli esterni, ma anche dal lanciatore o dal ricevitore, le palle da questi raccolte dopo la battuta dell'attaccante avversario: per eliminare il corridore che sopraggiunge in base, il prima base deve mantenere il contatto con il cuscino di prima con almeno un piede, e allungarsi per ricevere il passaggio dei compagni. Se la palla raggiunge il suo guantone prima che il battitore tocchi la base, questo è eliminato.
Il prima base è anche un giocatore fondamentale per il "doppio gioco difensivo", in quanto riceve il passaggio dal compagno che gioca da pivot nell'azione. Insieme al proprio lanciatore, cerca anche la realizzazione della particolare tecnica difensiva del pickoff.
Il ruolo del prima base è il più statico tra quelli della difesa, in quanto lo stesso non è chiamato, in genere, a prodursi in scatti come gli esterni, o in tuffi e salti come gli interni, dovendo principalmente difendere la base e avere buone capacità di ricevitore. Per tale motivo, molti giocatori al termine della carriera si spostano in prima base, dove hanno la possibilità di giocare altri anni produttivi: di contro, non avendo particolari compiti difensivi, al prima base è richiesta una buona produzione in battuta, e non a caso nel baseball moderno le prime basi sono tra i maggiori realizzatori di fuoricampo.

## Prima base membri della Hall of fame
26 giocatori che hanno disputato la maggior parte dei loro campionati professionistici nel ruolo di prima base sono stati eletti nella Baseball Hall of Fame:
- Cap Anson
- Jeff Bagwell
- Ernie Banks
- Jake Beckley
- Jim Bottomley
- Dan Brouthers
- Rod Carew
- Orlando Cepeda
- Frank Chance

- Roger Connor
- Ed Delahanty
- Jimmie Foxx
- Lou Gehrig
- Hank Greenberg
- Harmon Killebrew
- Buck Leonard
- Willie McCovey
- Johnny Mize

- Eddie Murray
- Stan Musial
- Tony Perez
- George Sisler
- Willie Stargell
- Bill Terry
- Jim Thome
- Carl Yastrzemski

## Vincitori di multipli guanti d'oro
26 prima base hanno vinto almeno 2 volte il premio assegnato ogni anno, in ognuna delle due leghe della Major League Baseball, al miglior difensore in ogni ruolo:
- Keith Hernandez - 11
- Don Mattingly - 9
- George Scott - 8
- Vic Power - 7
- Bill White - 7
- Wes Parker - 6
- J.T. Snow - 6
- Mark Teixeira – 5
- Steve Garvey - 4
- Adrián González – 4
- Mark Grace - 4
- Eric Hosmer – 4
- Paul Goldschmidt – 3

- Todd Helton - 3
- Gil Hodges - 3
- Eddie Murray - 3
- John Olerud - 3
- Rafael Palmeiro - 3
- Joe Pepitone - 3
- Anthony Rizzo – 3
- Cecil Cooper - 2
- Andrés Galarraga - 2
- Derrek Lee - 2
- Matt Olson – 2
- Albert Pujols – 2
- Jim Spencer - 2

Darin Erstad è l'unico giocatore ad aver vinto il "guanto d'oro" sia come esterno che come prima base.